# City of Gosnells
City of Gosnells is een Local Government Area (LGA) in Australië in de staat West-Australië in de agglomeratie van Perth. City of Gosnells telde 126.376 inwoners in 2021. De hoofdplaats is Gosnells.